# Wœlfling-lès-Sarreguemines
Wœlfling-lès-Sarreguemines è un comune francese di 691 abitanti situato nel dipartimento della Mosella nella regione del Grand Est.

## Società

### Evoluzione demografica
Abitanti censiti